# Lijst van oorlogsmonumenten in Oisterwijk
De Nederlandse gemeente Oisterwijk heeft dertien oorlogsmonumenten. Hieronder een overzicht.
| Nr.                             | Object                                                | Herdachte groep | Ontwerper                                     | Onthulling      | Type            | Locatie                                   | Plaats                 | Coördinaten                   | Foto                                |
| ------------------------------- | ----------------------------------------------------- | --- | --------------------------------------------- | --------------- | --------------- | ----------------------------------------- | ---------------------- | ----------------------------- | ----------------------------------- |
| 952                             | Monument in het voormalig Grootseminarie              | verzet Nederland | Cephas Stauthamer (1899-1983)                 | 1948            | overig          | Rijksweg 15, 5076 PB                      | Haaren                 | 51° 37' 44" NB, 5° 14' 5" OL  |                                     |
| 953                             | Monument bij het gemeentehuis                         | geallieerde militairen |                                               | 28 januari 1945 | gedenksteen     | Driehoeven 2, 5076 BB                     | Haaren                 | 51° 36' 5" NB, 5° 13' 39" OL  |                                     |
| 2411                            | Monument uit het gemeentehuis van Sint-Michielsgestel | burgerslachtoffers, overig | Harry van den Thillart                        |                 | plaquette       | Raamse Akkers 15, 5076 PC                 | Haaren                 | 51° 38' 19" NB, 5° 21' 2" OL  |                                     |
| 2414                            | Gedenkplaats 1940-1945                                | verzet Nederland | Fri Heil-Verver (beeld), Charles Eijck (vaas) | 13 mei 2000     | overig          | Raamse Akkers 15, 5076 PC                 | Haaren                 | 51° 36' 50" NB, 5° 13' 6" OL  |                                     |
| 2415                            | Monument Engeltje van Haaren                          | verzet Nederland | Fri Heil-Verver (1892-1984)                   |                 | beeld/sculptuur | Engel Witloxstraat, 5076 CT               | Haaren                 | 51° 36' 11" NB, 5° 13' 27" OL |                                     |
| 2421                            | Sint-Joris en de draak                                | verzet Nederland | A. Merckelbach                                |                 | glas-in-lood    | Mgr. Bekkersplein 2, 5076 AV              | Haaren                 | 51° 36' 7" NB, 5° 13' 35" OL  |                                     |
| 2826                            | Monument voor sir Colin Muir Barber                   | geallieerde militairen | Hans van Brunschot                            | 30 oktober 1994 | beeld/sculptuur | Raadhuisstraat, 5066 AP                   | Moergestel             | 51° 32' 44" NB, 5° 11' 5" OL  | Monument voor sir Colin Muir Barber |
| 3049                            | Gevleugelde vrijheid                                  | burgerslachtoffers, militairen in dienst van het Ned. Kon. na 1945, vervolgden Nederland, militairen in dienst van het Ned. Kon. 1940-1945 | Harm Timmermans                               | 26 oktober 1984 | beeld/sculptuur | Gemullenhoekenweg 11, 5061 MA             | Oisterwijk             | 51° 34' 50" NB, 5° 12' 1" OL  | Gevleugelde vrijheid                |
| 3050                            | Monument Munitietrein                                 | overig | Nicolas Müller Jabusch                        | 29 oktober 1989 | beeld/sculptuur | Spoorlaan, 5061                           | Oisterwijk             | 51° 34' 57" NB, 5° 11' 58" OL | Monument Munitietrein               |
| 3051                            | Monument voor de gebroeders Schut                     | verzet Nederland, burgerslachtoffers | Jan Meynard van Emst                          |                 | beeld/sculptuur | Bevrijdingsplein, 5063 AK                 | Oisterwijk             | 51° 34' 49" NB, 5° 10' 17" OL | Monument voor de gebroeders Schut   |
| 3052                            | Plaquette in de Mariakapel                            | burgerslachtoffers, verzet Nederland, geallieerde militairen, militairen in dienst van het Ned. Kon. 1940-1945                             |                                               |                 | plaquette       | Oisterwijkseweg, 5066 XB                  | Moergestel             | 51° 33' 8" NB, 5° 10' 26" OL  | Plaquette in de Mariakapel          |
| 3058                            | Monument in de Sint Lambertuskerk                     | Overig |                                               |                 | glas-in-lood    | Mgr. Bekkersplein 4, 5076 AV              | Haaren                 | 51° 36' 6" NB, 5° 13' 36" OL  |                                     |
| 3606                            | Monument in het gemeentehuis                          | burgerslachtoffers | Nanning de Vries                              | 1946            | overig          | Driehoeven 2, 5076 BB                     | Haaren                 | 51° 36' 5" NB, 5° 13' 39" OL  |                                     |
| Dit oorlogsmonument op Wikidata | Stolpersteine                                         | vervolgden Nederland | Gunter Demnig                                 |                 | reliëf          | Zie Lijst van Stolpersteine in Oisterwijk | Moergestel, Oisterwijk |                               | Meer afbeeldingen                   |

Alphen-Chaam ·
Altena ·
Asten ·
Baarle-Nassau ·
Bergeijk ·
Bergen op Zoom ·
Bernheze ·
Best ·
Bladel ·
Boekel ·
Boxtel ·
Breda ·
Cranendonck ·
Deurne ·
Dongen ·
Drimmelen ·
Eersel ·
Eindhoven ·
Etten-Leur ·
Geertruidenberg ·
Geldrop-Mierlo ·
Gemert-Bakel ·
Gilze en Rijen ·
Goirle ·
Halderberge ·
Heeze-Leende ·
Helmond ·
's-Hertogenbosch ·
Heusden ·
Hilvarenbeek ·
Laarbeek ·
Land van Cuijk ·
Loon op Zand ·
Maashorst ·
Meierijstad ·
Moerdijk ·
Nuenen, Gerwen en Nederwetten ·
Oirschot ·
Oisterwijk ·
Oosterhout ·
Oss ·
Reusel-De Mierden ·
Roosendaal ·
Rucphen ·
Sint-Michielsgestel ·
Someren ·
Son en Breugel ·
Steenbergen ·
Tilburg ·
Valkenswaard ·
Veldhoven ·
Vught ·
Waalre ·
Waalwijk ·
Woensdrecht ·
Zundert